# Casteltermini
Casteltermini ist eine Stadt im Freien Gemeindekonsortium Agrigent in der Region Sizilien in Italien mit 7217 Einwohnern (Stand 31. Dezember 2023).

## Lage und Daten
Casteltermini liegt 47 km nördlich von Agrigent. Haupterwerbszweige sind die Salzgewinnung und die Landwirtschaft.
Die Nachbargemeinden sind Acquaviva Platani (CL), Aragona, Cammarata, Campofranco (CL), San Biagio Platani, Sant’Angelo Muxaro, Santo Stefano Quisquina und Sutera (CL).

## Geschichte
An der Stelle des heutigen Ortes befand sich der arabische Weiler Chiudia. Der heutige Ort wurde 1629 von G. Vincenzo Maria Termini gegründet.

## Sehenswürdigkeiten
Die Kirche am Domplatz stammt aus dem 17. Jahrhundert, sie wurde im 19. Jahrhundert wesentlich umgebaut. Die Kirche besteht aus drei Schiffen und enthält alte Gemälde. Die Kirche Sant’ Antonio di Padova wurde 1645 erbaut. Hier und in der Kirche SS. Cosma e Damiano, erbaut 1767, finden keine Gottesdienste mehr statt. Die Kirche San Giuseppe aus dem 17. Jahrhundert liegt an der Via Umberto I.

## Veranstaltungen

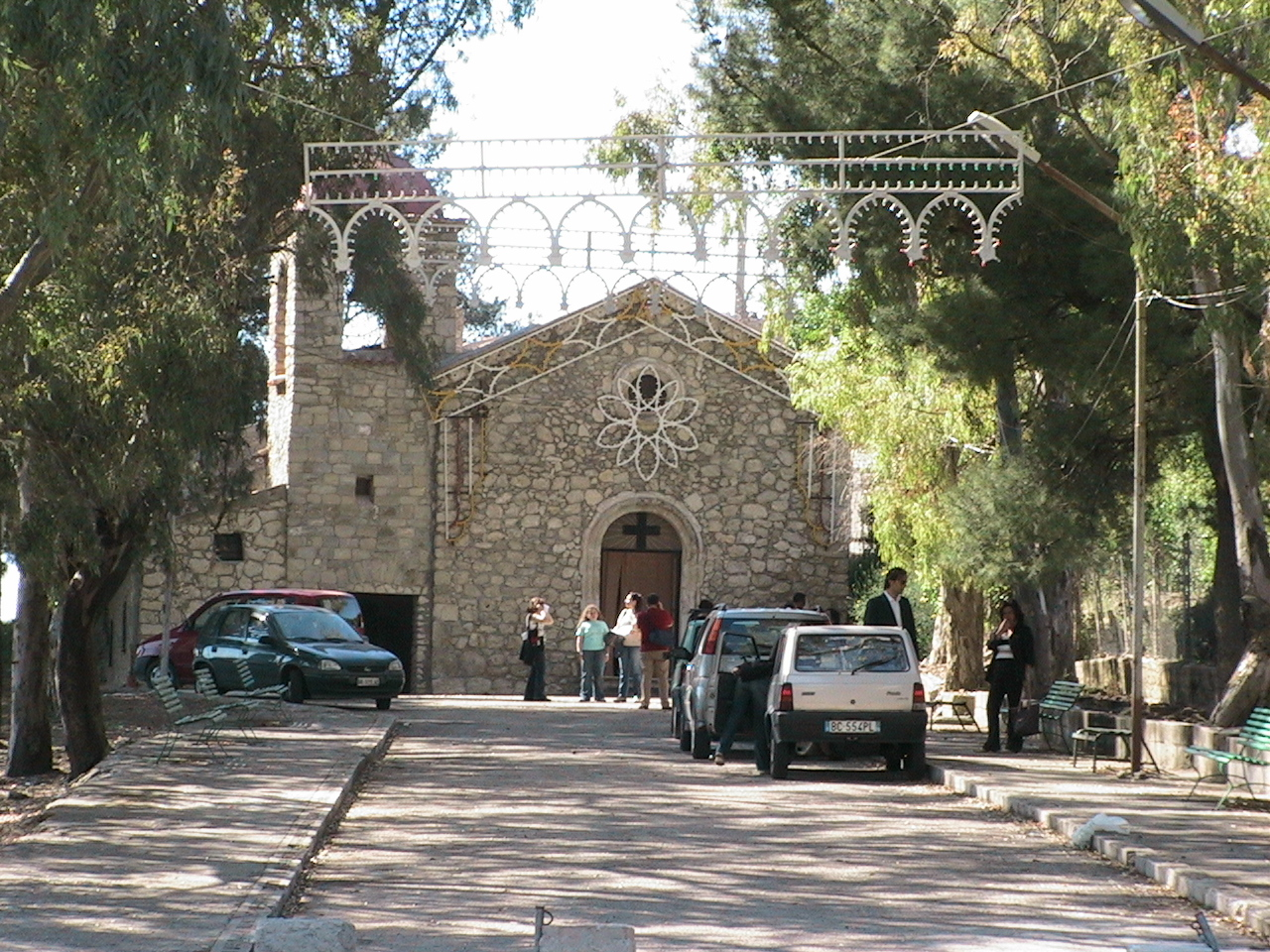
Chiesa di Santa Croce

Am vierten Sonntag im Mai findet die Sagra del Tatarata, auch Festa di Santa Croce (Fest des heiligen Kreuzes) genannt, statt. Damit wird an ein 1667 hier gefundes Holzkreuz erinnert, das angeblich während der Christenverfolgungen im 3. Jahrhundert als Folterinstrument benutzt wurde. Die Prozession wird begleitet von Säbel schwingenden und trommelnden Reitern in historischen Kostümen.
Am letzten Sonntag im August veranstaltet die Stadt La festa di San Calogero. Der heilige Calogero wird bei einer Prozession durch die Stadt getragen und viele Gläubige laufen barfuß mit, damit ihre Bitten erhört werden. Nach der Prozession werden an vielen Kochstellen, die für das Fest aufgebaut wurden, kostenlos Spaghetti verteilt.